# 政岡豆
政岡豆（まさおかまめ）は、20世紀初めから半ばまで宮城県仙台市の銘菓として知られた和菓子である。煎り豆に砂糖をかけたもので、白・緑・こげ茶の三色があった。現在は作られていない。
仙台で菓子店を営んでいた深川佐蔵が、1908年（明治41年）に創始した。政岡豆の名は、伊達騒動を脚色した歌舞伎「伽羅先代萩」の登場人物政岡にあやかったものである。仙台の郷土色を強調したネーミングはそれまでの当地の菓子業界にないもので、美しい包装や宣伝によって急速に仙台銘菓としての地位を確立した。以後、九重、志ほがまとともに仙台銘菓の代表格となった。
1941年（昭和16年）に菓子業界が統合されたとき、政岡菓子本舗も廃業となり、佐蔵は戦時中の1943年（昭和18年）12月9日に亡くなった。戦後、妻のキミが1949年（昭和24年）に復興させたが、やがて店をたたみ、松屋本店が政岡豆の製造を譲り受けた。
政岡豆は、1962年（昭和37年）の全国お国自慢みやげ品展において全国観光土産品連盟会長賞を受賞した。